# Euophrys quadrispinosa
Euophrys quadrispinosa är en spindelart som beskrevs av Lawrence 1938. Euophrys quadrispinosa ingår i släktet Euophrys och familjen hoppspindlar. Inga underarter finns listade i Catalogue of Life.